# Station Viane-Moerbeke
Station Viane-Moerbeke is een spoorwegstation langs spoorlijn 123 in het dorp Moerbeke, een deelgemeente van Geraardsbergen. Hoewel het station een dubbelnaam ('Viane' en 'Moerbeke' zijn twee verschillende dorpen) heeft, ligt het qua locatie integraal in Moerbeke. De reden waarom er toch naar het naburige Viane verwezen wordt heeft waarschijnlijk te maken met het gegeven dat er reeds een station Moerbeke was (in het Waasland) en het dus die naam niet meer kon dragen.

## Geschiedenis
In 1867 stelde de Compagnie du chemin de fer de Braine-le-Comte à Gand et ses extensions de spoorweg Geraardsbergen-Edingen open. Moerbeke moest het de eerste jaren met een voorlopig gebouwtje stellen. Dit dateert uit 1872 en deed dienst tot 1895 toen het nieuwe, grotere stationsgebouw (Type 1881 R3) opende. Het voorlopige stationsgebouwtje (zie foto infobox) deed dienst als wachthuisje op perron 2. Het was een van die weinig bewaarde voorlopige stationsgebouwen in België. De staat is redelijk, al heeft de wachtruimte last van allerhande vormen van vandalisme zoals graffiti en wildplassen. De deuren van het voormalige dienstgedeelte zijn dichtgetimmerd. Het nieuwe stationsgebouw op perron 1 is begin de 20e eeuw grondig verbouwd, in die periode is de gehele eerste verdieping gesloopt. In 2017, werd het voorlopige stationsgebouwtje afgebroken.
Viane-Moerbeke is nog steeds een bemand station met loket. Al zijn de openingsuren daarvan in de loop der jaren stelselmatig teruggeschroefd. Momenteel (toestand 2010) kan er alleen nog op werkdagen tussen 5:45 en 13:00 een kaartje gekocht worden aan het loket. Op andere momenten kan men hiervoor bij de treinbegeleider (conducteur, TBG) terecht. Hierbij dient de reiziger de TBG vóór het instappen te verwittigen wil men geen extra toeslag riskeren. Bij de sluitingsperiodes van de loketten zijn ook de wachtzaal in het stationsgebouw en de toiletten niet meer toegankelijk.
Het station telt 2 perrons die qua uitrustingsniveau nogal verouderd aandoen, zo zijn beide perrons onverhard en belicht door voorbijgestreefde kwiklampen. Op elk perron staan een paar schuilhokjes van het oude type ("Isobelec"). De laatste jaren is de toestand echter gevoelig verbeterd: zowel naast het voorlopig stationsgebouw/wachthuisje als naast het hoofdgebouw is een nieuwe fietsenstalling opgetrokken. Ook werd begin 2009 op de voormalige goederenkoer een nieuwe parking aangelegd die plaats biedt aan een tweehonderdtal voertuigen. Deze moet in staat zijn het toenemend aantal pendelreizigers op te vangen. Het centrale dorpsplein (Moerbekeplein) ligt op een boogscheut van het station, het kan als aanvulling dienen op de pendelaarsparking (temeer het plein één grote parking is).
Sinds 28 juni 2013 zijn de loketten van dit station gesloten en is het een stopplaats geworden. Voor de aankoop van allerlei vervoerbewijzen kan men bij voorkeur terecht aan de biljettenautomaat die ter beschikking staat, of via andere verkoopskanalen.

## Galerij

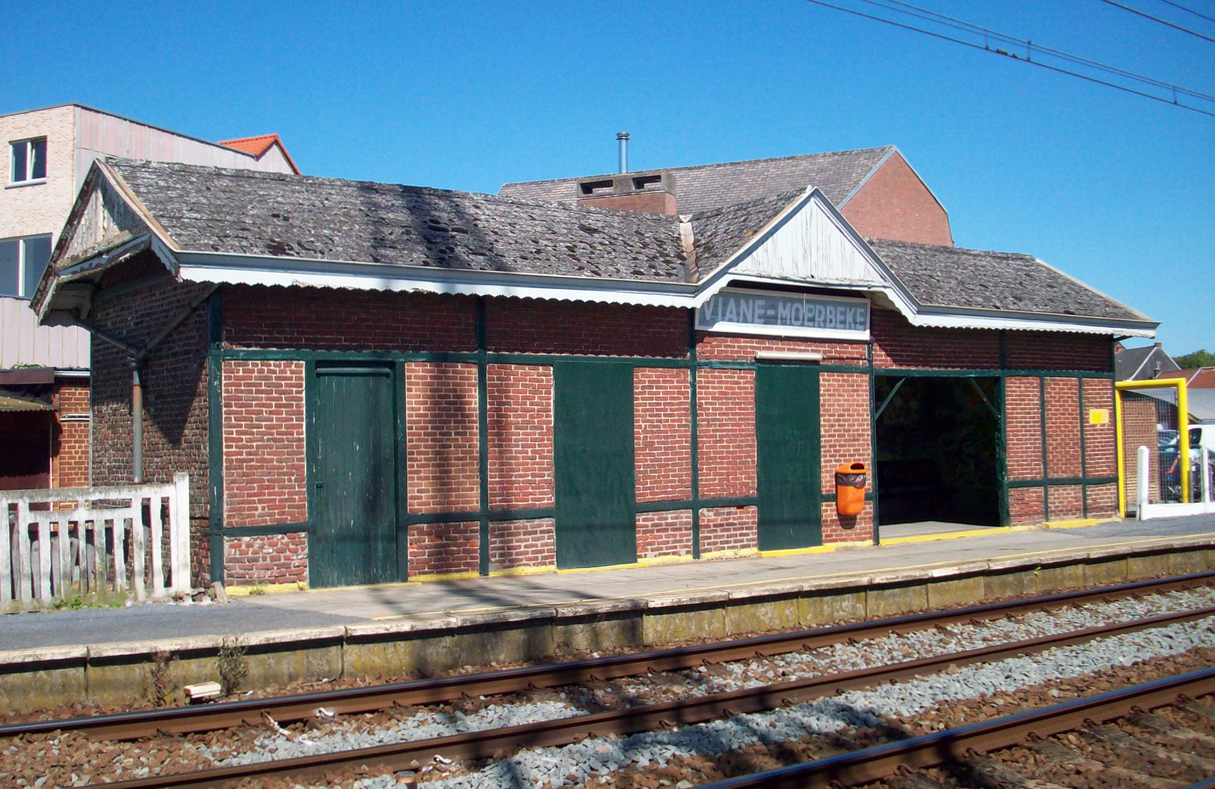
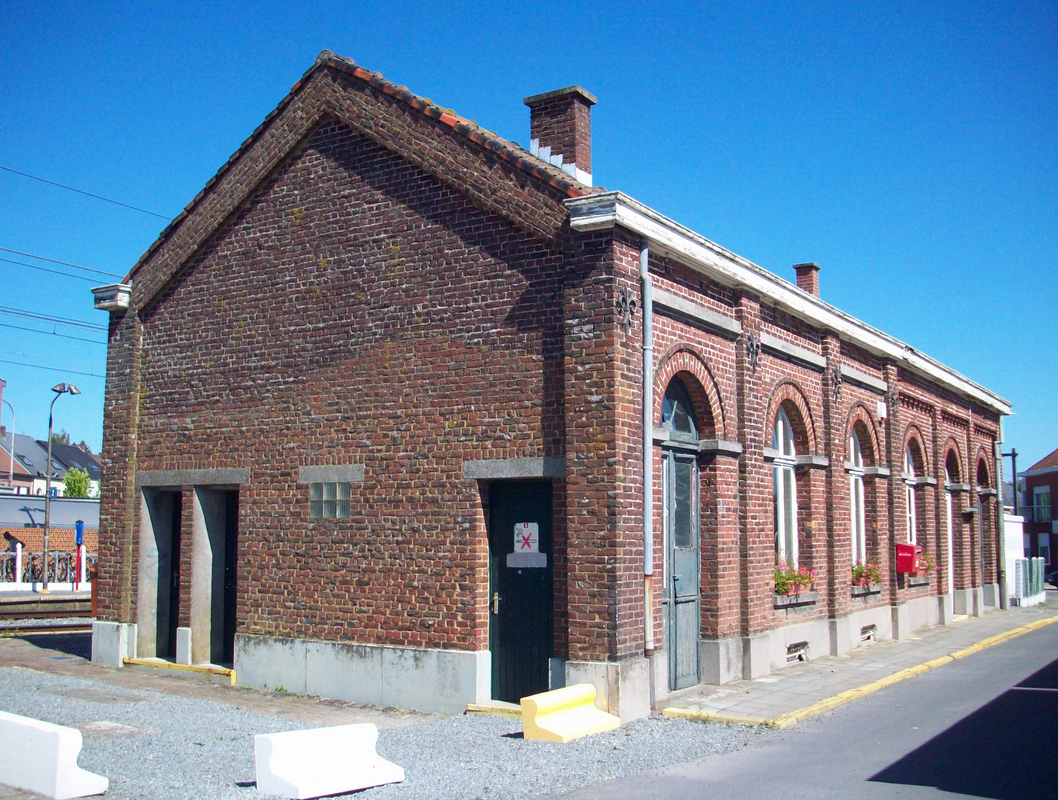
Stationsgebouw
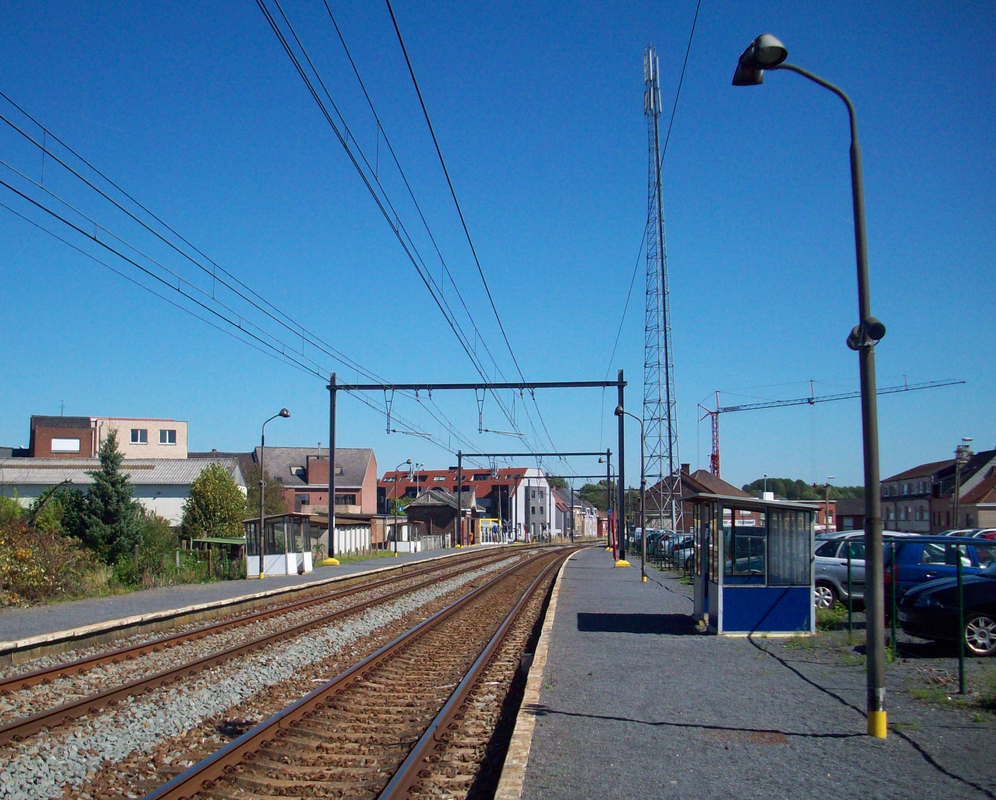
Zicht op de perrons
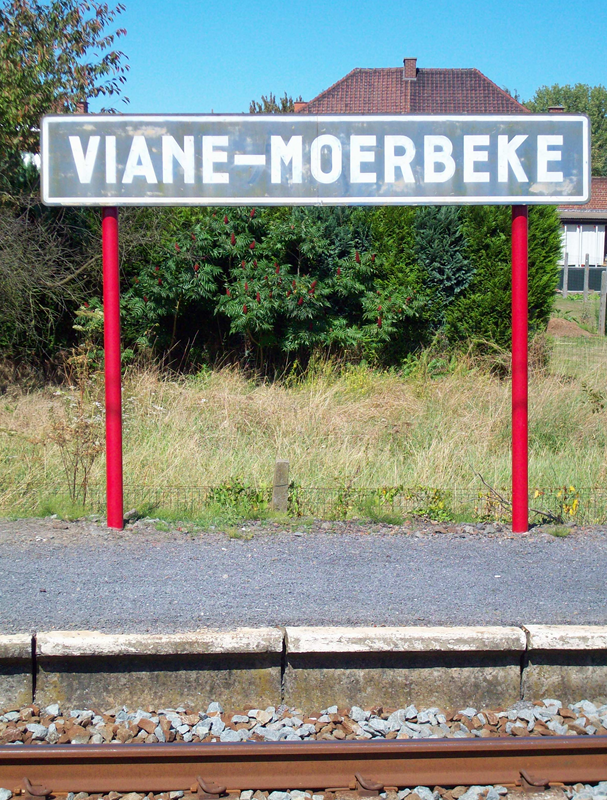
Naambord station Viane-Moerbeke
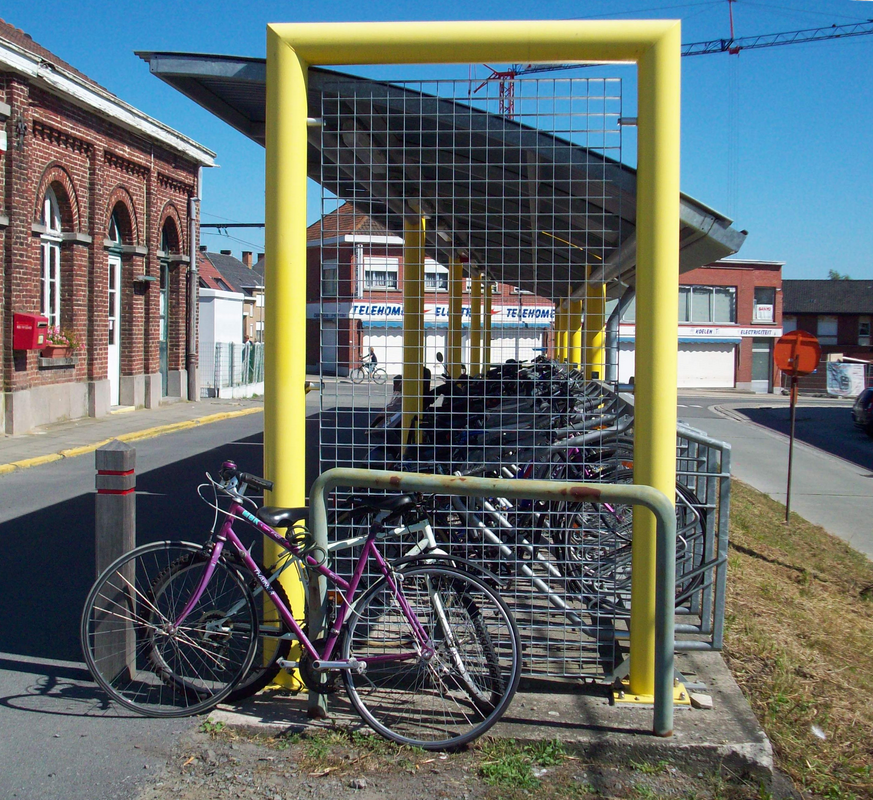
Fietsenstalling
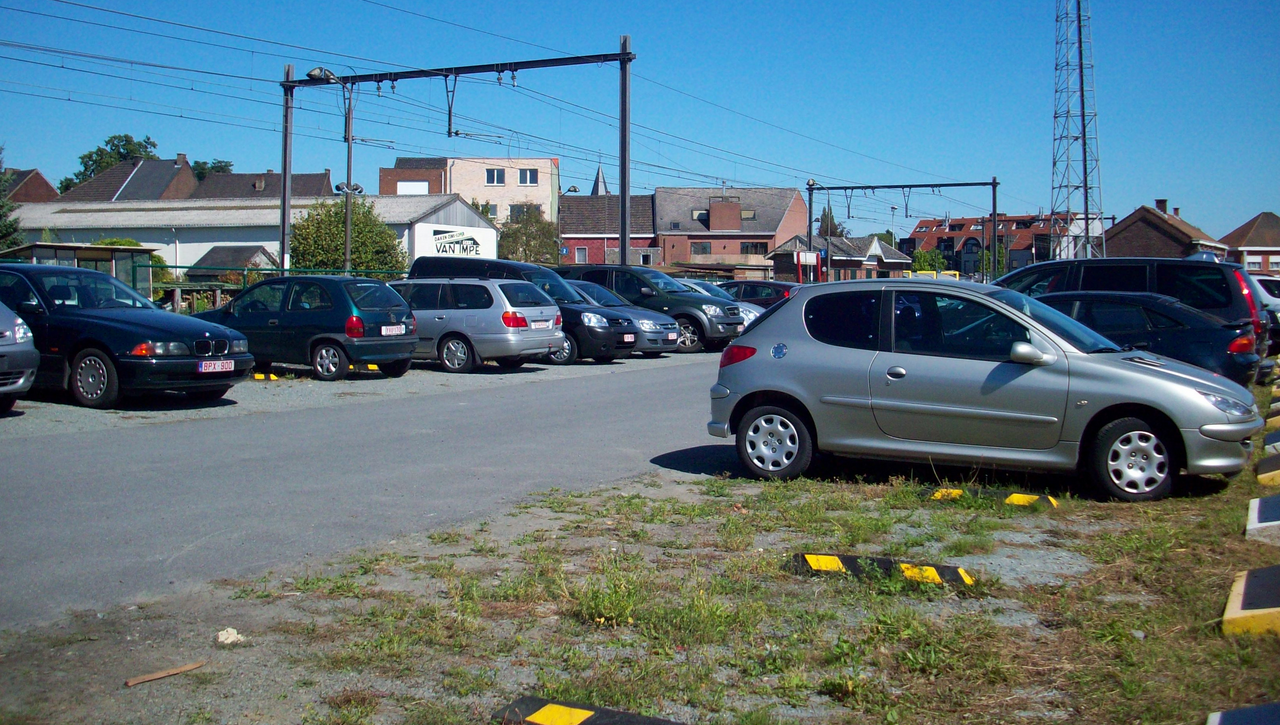
Pendelaarsparking
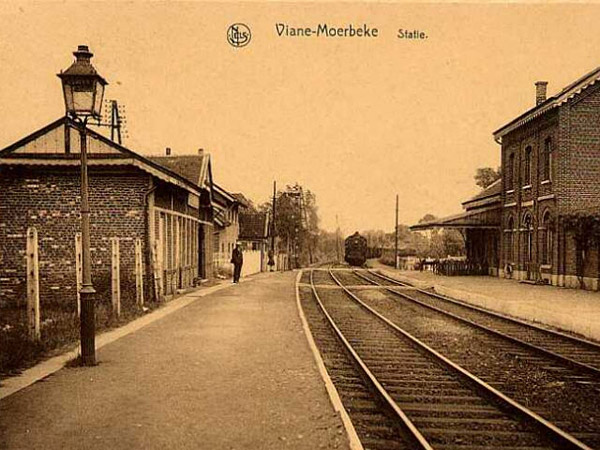
Postkaart met het wachthuisje/ voorlopige stationsgebouw (links) en rechts het huidige stationsgebouw voor de verbouwing

## Treindienst
| Serie | Treinsoort | Route                                   | Bijzonderheden                                                        |
| ----- | ---------- | --------------------------------------- | --------------------------------------------------------------------- |
| S 6   | GEN (NMBS) | Zottegem – Denderleeuw – Geraardsbergen | Rijdt alleen op werkdagen. Tijdens de spits een rit vanaf Oudenaarde. |

## Reizigerstellingen
De grafiek en tabel geven het gemiddeld aantal instappende reizigers weer op een week-, zater- en zondag.
| Tabel: aantal instappende reizigers station Viane-Moerbeke | Tabel: aantal instappende reizigers station Viane-Moerbeke | Tabel: aantal instappende reizigers station Viane-Moerbeke | Tabel: aantal instappende reizigers station Viane-Moerbeke |
|                                                            | Weekdag                                                    | Zaterdag                                                   | Zondag                                                     |
| ---------------------------------------------------------- | ---------------------------------------------------------- | ---------------------------------------------------------- | ---------------------------------------------------------- |
| 1977                                                       | 954                                                        | 124                                                        | 65                                                         |
| 1978                                                       | 943                                                        | 110                                                        | 77                                                         |
| 1979                                                       | 1 031                                                      | 124                                                        | 83                                                         |
| 1980                                                       | 932                                                        | 76                                                         | 56                                                         |
| 1981                                                       | 954                                                        | 89                                                         | 94                                                         |
| 1982                                                       | 762                                                        | 37                                                         | 32                                                         |
| 1983                                                       | 828                                                        | 41                                                         | 41                                                         |
| 1984                                                       | 825                                                        | 74                                                         | 67                                                         |
| 1985                                                       | 813                                                        | 96                                                         | 90                                                         |
| 1986                                                       | 898                                                        | 70                                                         | 77                                                         |
| 1987                                                       | 902                                                        | 81                                                         | 75                                                         |
| 1988                                                       | 804                                                        | 114                                                        | 104                                                        |
| 1989                                                       | 829                                                        | 84                                                         | 90                                                         |
| 1990                                                       | 809                                                        | 69                                                         | 53                                                         |
| 1991                                                       | 795                                                        | 80                                                         | 64                                                         |
| 1992                                                       | 829                                                        | 87                                                         | 76                                                         |
| 1993                                                       | 816                                                        | 87                                                         | 83                                                         |
| 1994                                                       | 836                                                        | 73                                                         | 61                                                         |
| 1995                                                       | 777                                                        | 73                                                         | 66                                                         |
| 1996                                                       | 806                                                        | 51                                                         | -                                                          |
| 1997                                                       | 863                                                        | 66                                                         | -                                                          |
| 1998                                                       | 645                                                        | 55                                                         | 42                                                         |
| 1999                                                       | 343                                                        | 34                                                         | 36                                                         |
| 2000                                                       | 449                                                        | 57                                                         | 33                                                         |
| 2001                                                       | 496                                                        | 48                                                         | 22                                                         |
| 2002                                                       | 559                                                        | 20                                                         | 22                                                         |
| 2003                                                       | 512                                                        | 42                                                         | 22                                                         |
| 2004                                                       | 542                                                        | 31                                                         | 20                                                         |
| 2005                                                       | 576                                                        | 28                                                         | 28                                                         |
| 2006                                                       | 491                                                        | 31                                                         | 25                                                         |
| 2007                                                       | 491                                                        | 30                                                         | 28                                                         |
| 2008                                                       | -                                                          | -                                                          | -                                                          |
| 2009                                                       | 536                                                        | 19                                                         | 18                                                         |
| 2010                                                       | -                                                          | -                                                          | -                                                          |
| 2011                                                       | -                                                          | -                                                          | -                                                          |
| 2012                                                       | 638                                                        | 22                                                         | 13                                                         |
| 2013                                                       | 463                                                        | 36                                                         | 14                                                         |
| 2014                                                       | 465                                                        | 36                                                         | 27                                                         |
| 2015                                                       | 466                                                        | 57                                                         | 42                                                         |
| 2016                                                       | 456                                                        | 77                                                         | 60                                                         |
| 2017                                                       | 471                                                        | 69                                                         | 57                                                         |
| 2018                                                       | 454                                                        | 81                                                         | 63                                                         |
| 2019                                                       | 429                                                        | 68                                                         | 66                                                         |
| 2020                                                       | 268                                                        | 59                                                         | 60                                                         |
| 2021                                                       | -                                                          | -                                                          | -                                                          |
| 2022                                                       | 549                                                        | 56                                                         | 60                                                         |
| 2023                                                       | 477                                                        | 116                                                        | 100                                                        |
| 2024                                                       | 555                                                        | 119                                                        | 84                                                         |

0,0: Geraardsbergen ·
4,6: Viane-Moerbeke ·
8,3: Galmaarden ·
10,3: Tollembeek ·
12,2: Herne ·
16,1: Edingen ·
19,9: Grandchamps ·
22,8: Rognon ·
29,0: 's-Gravenbrakel